# Michael Obafemi
Michael Oluwadurotimi Obafemi, född 6 juli 2000, är en irländsk fotbollsspelare som spelar för Plymouth Argyle, på lån från Burnley och Irlands landslag.
Obafemi är född i Dublin, Irland, och har två nigerianska föräldrar. Familjen flyttade tidigt till England, där han växte upp i London.

## Karriär
Den 31 augusti 2021 värvades Obafemi av Swansea City, där han skrev på ett treårskontrakt. Den 29 januari 2023 lånades Obafemi ut till Burnley på ett låneavtal över resten av säsongen 2022/2023 och därefter med en köpoption för Burnley.
Den 23 januari 2024 lånades Obafemi ut av Burnley till Millwall på ett låneavtal över resten av säsongen 2023/2024.